# Чумацкий Шлях (автомобильное ралли)
Ралли «Чумацкий Шлях» — традиционное соревнование по автомобильному ралли, которое проводится в Херсоне и Херсонской области Украины с 1994 года по настоящее время. Это единственная раллийная гонка, которая входила в зачёт всех без исключения Чемпионатов Украины по ралли. Организаторами ралли «Чумацкий Шлях» являются Автомобильная Федерация Украины и Автомобильный Клуб «Херсон». 
Наибольшую известность получило XV ралли «Чумацкий Шлях» (1-2 ноября 2008 года), в котором приняли участие сразу семеро чемпионов разных стран: Украины (Александр Салюк-младший, Юрий Протасов, Валерий Горбань), России (Александр Желудов), Латвии (Янис Воробьёвс, Андис Нейкшанс) и Финляндии (Антон Ален, сын легендарного гонщика Маркку Алена). Абсолютным победителем ралли «Чумацкий Шлях» 2008 года стал Антон Ален, выступавший на Fiat Punto Abarth S2000 – это была первая победа автомобиля класса Super 2000 в гонке Чемпионата Украины по ралли. 
Традиционными для ралли «Чумацкий Шлях» спецучастками являются СУ «Таврический», проходящий по трассе для параллельных гонок в одноимённом микрорайоне города, а также СУ «Карьер», который расположен около села Тягинка примерно в 40 километрах от Херсона.

## Победители ралли «Чумацкий Шлях»
| Год  | Пилот                   | Штурман            | Автомобиль                  |
| ---- | ----------------------- | ------------------ | --------------------------- |
| 1994 | Владимир Петренко       | Евгений Леонов     | Lancia Delta                |
| 1995 | Владимир Петренко       | Евгений Леонов     | Lancia Delta                |
| 1996 | Василий Ростоцкий       | Виктор Балин       | Mitsubishi Galant VR4       |
| 1997 | Валерий Разумовский     | Виктор Шаповалов   | ВАЗ 21083                   |
| 1998 | Василий Ростоцкий       | Виктор Балин       | Mitsubishi Lancer Evolution |
| 1999 | Василий Ростоцкий       | Майкл Орр          | Ford Escort WRC             |
| 2000 | Василий Ростоцкий       | Юрий Ростоцкий     | Ford Escort WRC             |
| 2001 | Валерий Разумовский     | Вадим Мордовин     | Mitsubishi Lancer Evolution |
| 2002 | Александр Салюк-старший | Леонид Косянчук    | Mitsubishi Lancer Evolution |
| 2003 | Александр Салюк-старший | Леонид Косянчук    | Mitsubishi Lancer Evolution |
| 2004 | Валерий Разумовский     | Игорь Султанов     | Mitsubishi Lancer Evolution |
| 2005 | Александр Салюк-старший | Алексей Мочанов    | Mitsubishi Lancer Evolution |
| 2006 | Александр Салюк-младший | Александр Горбик   | Mitsubishi Lancer Evolution |
| 2007 | Александр Салюк-младший | Адриан Афтаназив   | Mitsubishi Lancer Evolution |
| 2008 | Антон Ален              | Тимо Аланне        | Fiat Punto Abarth S2000     |
| 2009 | Александр Салюк-младший | Адриан Афтаназив   | Mitsubishi Lancer Evolution |
| 2010 | Валерий Горбань         | Евгений Леонов     | Mitsubishi Lancer Evolution |
| 2011 | Александр Салюк-младший | Павел Черепин      | Mitsubishi Lancer Evolution |
| 2012 | Александр Салюк-младший | Евгений Червоненко | Mitsubishi Lancer Evolution |
| 2013 | Валерий Горбань         | Владимир Корся     | Mini JCW RRC                |
| 2014 | Александр Салюк-младший | Евгений Червоненко | Mitsubishi Lancer Evolution |
| 2015 | Денис Сидоров           | Николай Романов    | Mitsubishi Lancer Evolution |
| 2016 | Юрий Шаповалов          | Любомир Шумаков    | Mitsubishi Lancer Evolution |

## Интересные факты
В ралли «Чумацкий Шлях» 2006 года был зафиксирован самый плотный на тот момент финиш в истории Чемпионатов Украины по ралли. По итогам 120-километрового ралли победителя (Александра Салюка-младшего) и второго призера (Андрея Александрова) абсолютного зачета разделило 0,8 секунды. Этот рекорд был перекрыт в 2013 году, когда на «Александров Ралли» победителя (Геннадия Брославского) и второго призера (Дмитрия Тагирова) в классе  3 на финише 180-километровой гонки разделило 0,6 секунды.
Больше всего участников (58 экипажей) стартовало в ралли «Чумацкий Шлях» 2013 года, меньше всего (19 экипажей) –  в ралли «Чумацкий Шлях» 1996 года.